# Serkan Asan
Serkan Asan, né le 28 avril 1999 à Akçaabat en Turquie, est un footballeur turc qui évolue au poste d'arrière droit à Pendikspor, en prêt de Trabzonspor.

## Biographie

### En club
Né à Akçaabat en Turquie, Serkan Asan est formé par Trabzonspor. Il commence toutefois sa carrière au 1461 Trabzon (en), où il est prêté lors de la saison 2018-2019. Il signe son premier contrat professionnel avec Trabzonspor en 2019.
Serkan Asan fait ensuite joue son premier match avec l'équipe première de Trabzonspor le 7 novembre 2019, lors d'une rencontre de Ligue Europa face au FK Krasnodar le 7 novembre 2019. Il est titularisé et son équipe s'incline par trois buts à un. Trois jours plus tard il fait sa première apparition en première division turque lors d'une rencontre face à Alanyaspor. Il entre en jeu à la place d'Alexander Sørloth et son équipe s'impose par un but à zéro.
Il remporte la Coupe de Turquie en 2020 avec Trabzonspor.

### En équipe nationale
Le 13 octobre 2020, Serkan Asan joue son premier match avec l'équipe de Turquie espoirs en étant titularisé face à l'Angleterre. Son équipe s'incline par deux buts à un ce jour-là.

## Palmarès
Trabzonspor
- Championnat de Turquie (1) :
  - Champion en 2022

- Coupe de Turquie (1) :
  - Vainqueur : 2019-20.

- Supercoupe de Turquie (1) :
  - Vainqueur : 2020.